# Rootsrock
Rootsrock (Engels: roots rock) is een type rock dat teruggrijpt op de Amerikaanse muziektraditie, waaronder country, blues en folk. Soms wordt de term in een breder verband gebruikt, om ook Americana, vroegere rock-'n-roll, countryrock en andere rockmuziek met traditionele Amerikaanse invloeden te omvatten.
Het wordt vooral geassocieerd met het ontstaan van hybride subgenres uit de late jaren zestig van de 20e eeuw, waaronder country rock en Southern rock, die werden gezien als reacties op de overmaat van psychedelic en progressive rock. In de jaren tachtig was er een revival van rootsrock als reactie op de trends in punkrock, new wave en heavy metal.
In het huidige gebruik van de term betekent rootsrock een terugkeer naar de oorsprong van de rock-'n-roll, de versmelting van de blues en country en de folkrevival, waarbij weer wordt teruggegrepen op de Amerikaanse rocktraditie. Bij het genre wordt gedacht aan rockbands aan het eind van de jaren zestig, zoals The Band, The Byrds, The Flying Burrito Brothers, Grateful Dead, Creedence Clearwater Revival, Buffalo Springfield en Little Feat, bands uit de jaren negentig als Wilco en jongere artiesten als Neko Case.
Voordat de term gebruikt werd voor dit genre, had het met name een associatie met reggae, zoals in het nummer Roots Rock Reggae van Bob Marley uit 1976.

## Geschiedenis
Volgens rockcriticus Jack Madani werd rootsrock populair aan het eind van de jaren zestig, toen "rockmuziek een stap terug deed van zijn drugsoverladen experimenten [...] en terugkeerde naar minder experimentele geluiden, terwijl de onderwerpen harder werden." Hij stelt dat Creedence Clearwater Revival de succesvolste van de rootsrockbands was, met hits die uiteenliepen van Green River en Proud Mary tot het woeste anti-Vietnamoorlognummer Fortunate Son. Eind jaren zeventig waren er muzikale overlappingen tussen diverse rockgenres, waaronder punk, new wave, powerpop, ska en andere rockrevoluties. Begin jaren tachtig waren deze rockrevoluties "over hun hoogtepunt heen en in verval". De opkomst van MTV zorgde voor veel promotie van populaire commerciële genres als pop en dance. Er was hierdoor minder ruimte voor traditionele rockmuziek.
Begin jaren tachtig kwam er "een reactie tegen de agressieve en nihilistische inslag van de punk, het bombastische geluid van de metal en progrock en het synthetische geluid van de new wave". Een groep muziekliefhebbers ging weer luisteren naar muziek "zonder franje" met "teksten, die recht voor zijn raap waren". Deze "rustiek klinkende" bands, waarvan de muziek was doorspekt met "echo's van de folk, blues, rockabilly of country" werden rootsrockbands genoemd, hoewel ze in Los Angeles onder de noemer cowpunk werden geschaard. Een andere schrijver neemt als beginpunt de doorbraak van Bruce Springsteen, wiens muziek werd omschreven als "een workingclassmix van 1950's rock 'n' roll ... de gevoeligheid van de 60’s folk ... en de 70’s rock ... met garage klinkende gitaren, lekkere rauwe en vertrouwde teksten, die zo Amerikaans is als een Chevy pickup".
MTV besteedde in zijn beginjaren wel wat aandacht aan rootsrockbands, maar zij kwamen nooit op de vaste roulatielijsten, zoals popbands dat wel kwamen. Rootsrock werd gezien als een kleine en lokaalgerichte trend, die gevoed werd door de plaatselijke radiozenders en niet als groot genre dat werd gedragen door de landelijke radiozenders. Het omvatte de countryrock stijl van Lone Justice, de garagerock van The Long Ryders, de jaren 50-rock 'n' roll van The Blasters en de cowpunk van The Beat Farmers. Wat het met elkaar gemeen had, was de eenvoudige aanpak met gitaren, basgitaar, drums, zang, die het grootste deel van het geluid vormde van bands en artiesten als Gun Club, Chris Isaak, Steve Earle, John Mellencamp en Los Lobos.
Bands met een duidelijk rootsrockgeoriënteerde stijl zijn The Bottle Rockets, The BoDeans en Jason & the Scorchers. Invloeden van rootsrock zijn terug te horen in bands als Counting Crows, Cracker en The Nob Hill Billys. Feitelijk zou het hele genre Americana beschouwd kunnen worden als afsplitsing van de rootsrock. Een belangrijke rootsrockband uit de jaren negentig, het decennium waarin het genre in verval raakte, was Wilco, waarvan het "rootsrock geluid [...] teruggreep op het beproefde recept, het getokkel uit de country, de stevige dreun van de rock uit de jaren zestig, de golvende glans van de Beach Boys, de honky-tonk hymnes van The Band en de melodische symmetrie van de popmuziek."

## Bekende artiesten
- 16 Horsepower
- The Brandos
- Creedence Clearwater Revival
- Green on Red
- J.J. Cale
- John Fogerty
- Josh Ritter
- Mary Ann Redmond
- Ry Cooder
- Steve Earle
- Calvin Russell
- Timbuk 3
- Russ Tolman
- Tony Joe White
- Wilco
- Lucinda Williams
- Steve Wynn
- Patti Scialfa
- Shannon McNally